# Costatoverruca floridana
Costatoverruca floridana är en kräftdjursart som först beskrevs av Henry Augustus Pilsbry 1916.  Costatoverruca floridana ingår i släktet Costatoverruca och familjen Verrucidae. Inga underarter finns listade i Catalogue of Life.